# Geconfedereerde Staten van Mpemba
De Geconfedereerde Staten van Mpemba, kortweg Mpemba, was een confederatie in het westelijke deel van het Kongobekken, die minstens sinds de 13e eeuw bestond. Het noordelijkste gebied, het Koninkrijk Mpemba Kasi, werd in de 14e eeuw veroverd en opgenomen in de stichting van het Koninkrijk Kongo.

## Geschiedenis
Mpemba grensde aan de confederaties van Vungu en de Zeven koninkrijken van Kongo dia Nlaza. De hoofdstad en het zuidelijkste punt van Mpemba lagen aan de Lozerivier in het huidige Angola, terwijl het grondgebied zich ongeveer 150 kilometer noordwaarts uitstrekte tot de Kongorivier.
Binnen de confederatie bevonden zich verschillende sub-koninkrijken, zoals Mpemba Kasi en Vunda. Deze waren complex georganiseerd en omvatten kleinere eenheden, waaronder Mpangala.
Koninkrijk Kongo ·
Koninkrijk Kakongo ·
Koninkrijk Soyo ·
Koninkrijk Loango ·
Sultanaat Utetera · 
Koninkrijk Yeke · 
Koninkrijk Boma · 
Mwene Muji · 
Lunda-rijk · 
Koninkrijk Kuba ·
Luba-rijk ·
Koninkrijk Kanyok ·
Koninkrijk Kalundwe ·
Koninkrijk Chokwe ·
Koninkrijk Teke ·
Koninkrijk Lele ·
Koninkrijk Suku ·
Koninkrijk Yaka ·
Koninkrijk Azende ·
Koninkrijk Mbunda ·
Koninkrijk Ngoyo ·
Koninkrijk Mbuun ·
Koninkrijk Bozanga ·
Koninkrijk Pende ·
Ngbandi staten ·
Nsapo-staten ·
Mongo-staten ·
Koninkrijk Vungu ·
Koninkrijk Ndongo ·
Geconfedereerde Staten van Mpemba ·
Zeven koninkrijken van Kongo dia Nlaza ·
Koninkrijk Mpemba Kasi ·
Koninkrijk Vunda ·
Koninkrijk Mbata ·
Koninkrijk Mpangala ·
Koninkrijk Nsundi ·
Koninkrijk Mpangu ·
Koninkrijk Kundi ·
Koninkrijk Okanga ·
Koninkrijk Matamba ·
Koninkrijk Kasanje ·
Stamstaat Mbwila